# 宗教団体
宗教団体（しゅうきょうだんたい）
1. 宗教活動のための団体。中でも同じ教義を信じる人たちによって組織された宗教団体を教団（きょうだん）と呼ぶ。日本の法制度では、宗教法人法（昭和26年4月3日法律第126号）第2条の定義によると、宗教の教義をひろめ、儀式行事を行い、および信者を教化育成することを主な目的とする礼拝の施設を備える団体をいう。教団という名称を用いる場合もある。また、これらを包括する団体でもそうである。宗教団体は、宗教法人法に従って宗教法人になることができる（法人化しない、株式会社など他の法人でも問題は無い）。宗教法人は他の法人と比べ税金などが優遇される。宗教団体は、社会的に信者らの利益団体とみなされる場合もある。
2. 1939年（昭和14年）の宗教団体法（廃止）によって規定されたもの。管轄庁の認可を必要とした。「神道教派、仏教宗派及基督教其の他の教団」、「寺院及教会」が該当する。法人格を持つことができる。